# Charles E. Griswold
Charles Edward Griswold, (abreviado Griswold) (1945 ) es un aracnólogo estadounidense, especialista en la filogenia de las arañas.

## Biografía
Charles Edward Griswold trabajó en la California Academy of Sciences.

## Algunos taxones descritos
- Afrilobus australis
- Afrilobus capensis
- Afrilobus jocquei
- Afrilobus
- Alaranea
- Azanialobus lawrencei
- Buibui
- Darkoneta
- Goloboffia
- Ilisoa
- Isicabu
- Kubwa
- Kubwa singularis
- Lordhowea
- Lordhowea nesiota
- Pembatatu
- Pokennips
- Scharffia nyasa
- Scharffia
- Ubacisi
- Ubacisi capensis
- Ulwembua
- Umwani anymphos
- Umwani
- Uvik
- Uvik vulgaris
- Vazaha
- Vazaha toamasina
- Wanzia
- Wanzia fako

## Algunas publicaciones
- c.e. Griswold. 1983. A Revision of the Genus Habronattus F. O. P. Cambridge (Araneae, Salticidae), with Phenetic and Cladistic Analyses. Vol. 2. Editor Univ. of California, Berkeley, 1.304 pp.

- ----------------. 1985a. A revision of the African spiders of the family Microstigmatidae (Araneae: Mygalomorphae). Ann. of the Natal Museum 27: 1-37

- ----------------. 1985b. Isela okuncana, a new genus and species of kleptoparasitic spider from southern Africa (Araneae: Mysmenidae). Ann. of the Natal Museum 27: 207-217

- norman i. Platnick, jonathan a. Coddington, raymond r. Forster, charles e. Griswold. 1991. Spinneret Morphology and the Phylogeny of Haplogyne Spiders (Araneae, Araneomorphae). Am. Museum Novitates, New York, 3016: 1-73

- charles e. Griswold, jonathan a. Coddington, norman i. Platnick, raymond r. Forster. Towards a Phylogeny of Entelegyne Spiders (Araneae, Araneomorphae, Entelegynae). J. of Arachnology, Lubbock, Texas, 1999, 27: 53-63

## Abreviatura (zoología)
La abreviatura Griswold  se emplea para indicar a Charles E. Griswold como autoridad en la descripción y taxonomía en zoología.